# Lijst van voetbalinterlands Nieuw-Zeeland - Rusland
Deze lijst van voetbalinterlands is een overzicht van alle officiële voetbalwedstrijden tussen de nationale teams van Nieuw-Zeeland en Rusland. De landen speelden tot op heden een keer tegen elkaar. Dat was een groepswedstrijd tijdens de FIFA Confederations Cup 2017 op 17 juni 2017 in Sint-Petersburg.

## Wedstrijden
| № | Plaats          | Datum        | Competitie                   | Wedstrijd               | Uitslag |
| - | --------------- | ------------ | ---------------------------- | ----------------------- | ------- |
| 1 | Sint-Petersburg | 17 juni 2017 | FIFA Confederations Cup 2017 | Rusland – Nieuw-Zeeland | 2 – 0   |

## Samenvatting
| Competitie              | Totaal gespeeld | Winst Nieuw-Zeeland | Gelijk | Winst Rusland | Doelsaldo Nieuw-Zeeland – Rusland |
| ----------------------- | --------------- | ------------------- | ------ | ------------- | --------------------------------- |
| FIFA Confederations Cup | 1               | 0                   | 0      | 1             | 0 − 2                             |
| Totaal                  | 1               | 0                   | 0      | 1             | 0 − 2                             |

## Details

### Eerste ontmoeting
| groepsfase FIFA Confederations Cup 2017 (scheidsrechter Wilmar Roldán, Sint-Petersburg, 17 juni 2017):                                                                                        |                 | |
| Rusland | 2 – 0           | Nieuw-Zeeland |
| Michael Boxall 31' (e.d.) Fjodor Smolov 69' (Aleksandr Samedov) | goals (assists) | |
| Stanislav Tsjertsjesov | bondscoach      | Anthony Hudson |
| Igor Akinfejev Viktor Vasin Georgi Dzhikiya Fjodor Koedrjasjov Joeri Zjirkov Aleksandr Samedov Denis Gloesjakov Aleksandr Golovin Aleksander Jerochin 77' Dimitry Poloz 63' Fjodor Smolov 90' | opstellingen    | Stefan Marinovic Deklan Wynne Michael Boxall 83' Kip Colvey Tommy Smith Andrew Durante Michael McGlinchey 71' Marco Rojas Ryan Thomas 61' Kosta Barbarouses Chris Wood |
| Aleksandr Boecharov 63' Dmitri Tarasov 77' Aleksej Mirantsjoek 90' | wissels         | 61' Billy Tuiloma 71' Shane Smeltz 83' Monty Patterson |
| - Interland geldt als de openingswedstrijd van de FIFA Confederations Cup 2017, met Rusland als gastland.                                                                                     |                 | |